# Đại học Khoa học và Công nghệ Điện tử Trung Quốc
Đại học Khoa học và Công nghệ Điện tử Trung Quốc (UESTC; tiếng Trung: 电子科技大学; bính âm: Diànzǐ Kējì Dàxué) là một trường đại học nghiên cứu công lập quốc gia ở Thành Đô, Tứ Xuyên, Trung Quốc. Trường được đồng tài trợ bởi Bộ Giáo dục, Bộ Công nghiệp và Công nghệ Thông tin, Chính quyền tỉnh Tứ Xuyên và Chính quyền thành phố Thành Đô.

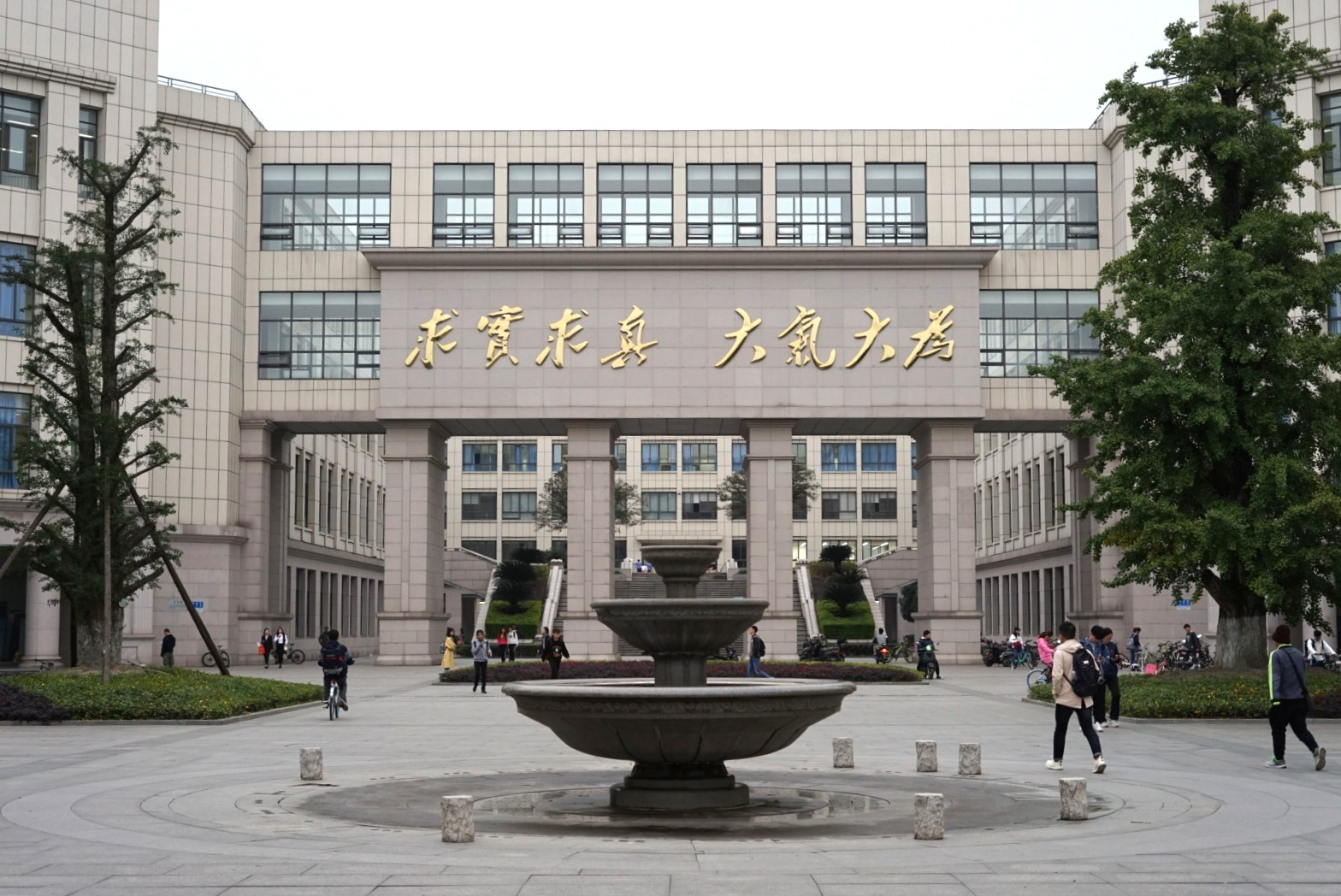
Khuôn viên

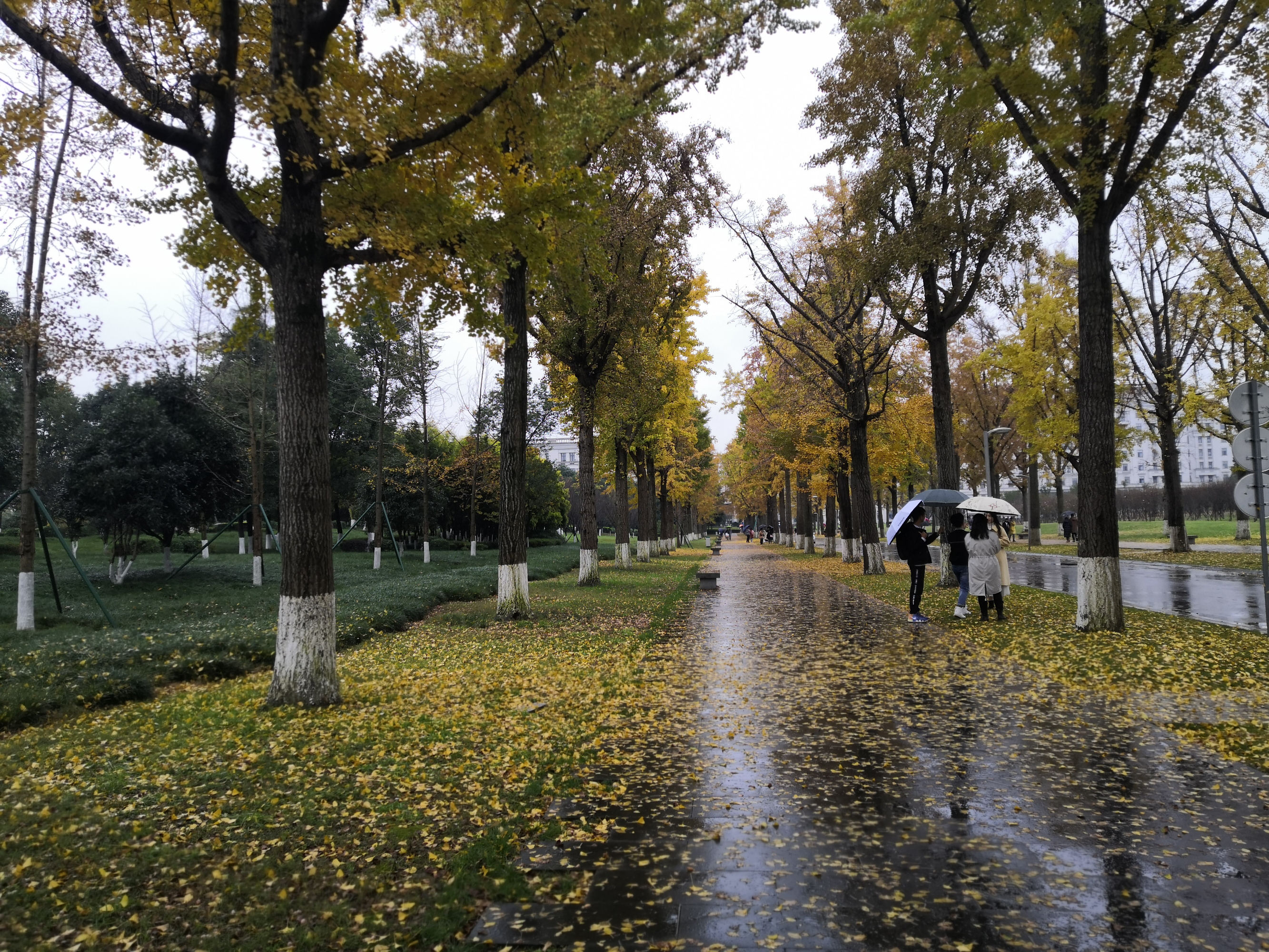